# Joselito Rodríguez
José de Jesús Rodríguez Ruelas (Ciudad de México, 12 de febrero de 1907-Ciudad de México, 14 de septiembre de 1985), más conocido como Joselito Rodríguez, fue un actor, director, guionista, sonidista y director de segunda unidad del cine mexicano, y destacó como ingeniero en electrónica colaborando junto con su hermano Enrique (líder del proyecto) en la invención de un equipo de sonido óptico de grabación para el cine, además del primer sistema sonoro portátil y estándar para cine en el mundo, el Sistema Sonoro Hermanos Rodríguez, en 1929, aportaciones por las cuales fue también apodado como el «padre del cine sonoro mexicano». Fue fundador de sociedades y sindicatos relacionados al séptimo arte en México.
Joselito es miembro de la Dinastía Rodríguez, destacando por sus aportes al cine mexicano, junto a sus hermanos Roberto, Consuelo, Enrique, Ismael y Emma, de los que él era el mayor. Contrajo nupcias con María Elisa Maz Sinta procreando a Titina, Juan, Lichita, Dulce María, José (Pepito Romay), Jorge y Martha Rangel. 
La Cineteca Nacional de México les otorgó a Joselito y a Roberto Rodríguez Ruelas la primera Medalla Salvador Toscano (1983) de la historia por su aportación al séptimo arte.

## Invento del equipo de sonido óptico
Durante su estancia en Estados Unidos, José de Jesús Rodríguez Ruelas se destaca en sus estudios de Electrónica. A la par, dedica buena parte de su tiempo al desarrollo,entre 1927 y 1929, de un equipo de sonido para cine, bajo la premisa de poder adaptarse a cualquier cámara, que además contara con un diseño compacto y fácil de transportar.
Múltiples pruebas preceden a la conformación del equipo ideal, que está listo a finales de 1929.
A la edad de 22 años (1929), José de Jesús Rodríguez Ruelas culmina la invención de su equipo de sonido óptico de grabación para cine. Rodríguez Sound Recording System demuestra su alta calidad en diversas producciones propias.El 15 de septiembre de 1929 se realiza la primera exhibición del material fílmico grabado en el Cine Electric de la ciudad de Los Ángeles: la primera grabación óptica, registrada con el Sistema Rodríguez en negativo de película, siendo el tema El Himno Nacional de México (1929)  impregnado con señales caprichosas Entre estos primeros trabajos formales se encuentran Sangre Mexicana (1930) estrenada en el cine California el 29 de mayo de 1931,Fletonatiuh, Santos y Lee I y II (1930), La famosa Banda de Música de la Policía de México (1930) y la serie cinematográficaThe Indians are Coming  (Henry MacRae, 1930); producida por Adventure y distribuida por Universal Pictures), que se realizan en Estados Unidos, y da voz a la industria del cine sonoro mexicano.
En busca de un sistema sonoro para la adaptación cinematográfica de la novela de Federico Gamboa, Santa, el productor Juan de la Cruz Alarcón en Estados Unidos y a punto de regresar con las manos vacías a México, debido a las desmesuradas pretensiones de los equipos norteamericanos, es abordado por Joselito y su hermano Roberto en el aeropuerto de Los Ángeles, California. La improvisada entrevista es registrada y, al ser exhibida en México, comprueba la fiabilidad del equipo.
El productor reconoce en el sistema óptico Rodríguez las condiciones ideales para la gran empresa que se proponía: el ingeniero y su hermano son repatriados en 1931 para realizar la grabación de Santa, filme que marcará formalmente el inicio del cine sonoro mexicano y que en gran medida revoluciona la industria fílmica nacional.
En suma, el equipo Rodríguez y Santa colocan a México a la vanguardia cinematográfica y tecnológica, como el segundo país a nivel mundial en poseer un sistema sonoro de manufactura propia. Esto hace posible la independencia fundamental para el desarrollo de la incipiente industria fílmica, pues mantiene el control total de la producción, evitando a su vez la pretendida intromisión de las compañías norteamericanas.
Más allá de ese inicio del cine sonoro nacional, el trabajo del ingeniero trascendió su época, y actualmente se sigue grabando con sonido análogo con base en principios muy similares a los descubiertos por Rodríguez.

## Filmografía

### Productor
- De sangre chicana (1974)
- Píntame angelitos blancos (1954)

### Director
- El amor de mi vida (1979)
- De sangre chicana (1974)
- Huracán Ramírez y la monjita negra (1973)
- Angelitos negros (1970)
- La venganza de Huracán Ramírez (1967)
- El hijo de Huracán Ramírez (1966)
- Sitiados por la muerte (1963)
- El misterio de Huracán Ramírez (1962)
- Santo contra hombres infernales (1961)
- El enmascarado justiciero (1961)
- Santo contra cerebro del mal (1961)
- El tesoro del indito (1961)
- La calavera negra (1960)
- La máscara de hierro (1960)
- El regreso del monstruo (1959)
- Pepito y el monstruo (1957)
- Pepito as del volante (1957)
- Dos diablitos en apuros (1957)
- La pequeña enemiga (1956)
- Píntame angelitos blancos (1954)
- Huracán Ramírez (1953)
- Cuando los hijos pecan (1952)
- Yo fui una callejera (1952)
- ¡... Y murió por nosotros! (1951)
- Anacleto se divorcia (1950)
- Cuando los hijos odian (1950)
- Café de chinos (1949)
- La hija del panadero (1949)
- Angelitos negros (1948)
- Yo vendo unos ojos negros (1947)
- La hija del payaso (1946)
- La pequeña madrecita (1944)
- Morenita clara (1943)
- ¡Ay Jalisco, no te rajes! (1941)
- El secreto del sacerdote (1941)

### Guionista
- De sangre chicana (1974) (escritor)
- Huracán Ramírez y la monjita negra (1973) (guion)
- Angelitos negros (1970) (escritor)
- Angelitos negros (1970) (escritor) (Serie de televisión)
- La venganza de Huracán Ramirez (1967) (escritor)
- El hijo de Huracán Ramírez (1966) (escritor)
- El misterio de Huracán Ramírez (1962) (historia y guion)
- El tesoro del indito (1961) (adaptación y guion)
- Pepito y el monstruo (1957) (escritor)
- Pepito as del volante (1957) (historia y adaptación)
- Dos diablitos en apuros (1957) (historia y adaptación)
- La pequeña enemiga (1956) (historia y adaptación)
- Píntame angelitos blancos (1954) (adaptación y guion)
- Huracán Ramírez (1953) (historia y adaptación)
- Del rancho a la televisión (1953) (historia)
- Las mujeres de mi general (1951) (historia)
- Anacleto se divorcia (1950) (escritor)
- Cuando los hijos odian (1950) (escritor)
- Café de chinos (1949) (historia y adaptación)
- Angelitos negros (1948) (escritor)
- La pequeña madrecita (1944) (adaptación)
- Mexicanos al grito de guerra (1943) (escritor)
- Arriba las mujeres (1943) (escritor)
- Morenita clara (1943) (historia y guion)
- ¡Ay Jalisco, no te rajes! (1941) (adaptación)

### Actor
- Pepito y el monstruo (1957)
- Dos diablitos en apuros (1957) (sin crédito)
- Píntame angelitos blancos (1954) (sin crédito)
- Huracán Ramírez (1953) (sin crédito)
- Cuando los hijos pecan (1952)
- Cuando los hijos odian (1950)
- Angelitos negros (1948)

### Departamento de sonido
- La adelita (1938)
- Redes (1936)
- Tribu (1935)
- Cruz Diablo (1934)
- Mujeres sin alma (1934)
- El fantasma del convento (1934)
- El tigre de Yautepec (1933)
- La calandria (1933)
- El anónimo (1933)
- Santa (estrenada en 1932)
- Sangre Mexicana(pelicula de 1929)  (estrenada en 1931)
- Himno Nacional de Mèxico (1929)

### Director de Segunda Unidad
- The Sons of Katie Elder (1965)

## Premios
- Medalla Salvador Toscano al Mérito Cinematográfico, 1983.